# Опитне (Покровський район)
О́питне — селище Авдіївської міської громади Покровського району Донецької області, в Україні. Населення становить 755 осіб.

## Загальні відомості
Відстань до Ясинуватої становить близько 15 км і проходить автошляхом місцевого значення.
Землі села межують на півночі з Авдіївкою Донецької області, а на півдні через E50 з Донецьким міжнародним аеропортом (Київський район Донецька).
До початку війни на сході України селище вважалось елітною околицею Донецька з населенням більше 855 чоловік. Станом на серпень 2019 в селищі залишилось 38 чоловік.

## Історія
Назва селища походить від Донецької овоче-баштанної дослідної станції, яка була на території сучасного населеного пункту і спеціалізувалася на вирощуванні різноманітних сільськогосподарських культур.

## Війна на сході України
Упродовж російсько-української війни на сході України селище потрапило до зони бойових дій.
7 серпня 2014 року автомобіль УАЗ-3151, яким керував солдат Збройних сил України Алдошин Максим Олександрович (1991—2014), потрапив поблизу селища в засідку терористів, внаслідок чого воїн зазнав важких поранень і помер у військовому шпиталі міста Покровськ, помер майор юстиції Михайло Кондратьєв.
6 листопада 2014 року бійці Добровольчого українського корпусу та 93-ї окремої механізованої бригади повернули селище під контроль України. Вранці 12 листопада від розриву міни під час обстрілу біля Опитного загинув солдат 93-ї бригади Богдан Муштук.
23 січня 2015 року під час бойових дій у населених пунктах Опитне та Водяне українські військові знищили батальйон бойовиків, а саме більше 50 терористів, 5 осіб взято в полон, захоплено 2 БМП противника, знищено 4 танки, автомобільна техніка та набої. 19 лютого під мінометним обстрілом загинув сержант 90-го батальйону Андрій Горбенко.
20 березня 2015 у районі аеропорту Донецька під час бойового зіткнення в районі спостережного поста біля села Опитне, потрапивши в засідку російських диверсантів і прикриваючи своїх побратимів, загинув старшина Максим Ридзанич.
7 квітня при обстрілі терористами загинув старший солдат батальйону «Київська Русь» Віктор Гуменюк та солдат Олег Тимко.
24 квітня при виконанні бойового завдання поблизу Опитного загинув старшина 11-го батальйону Олександр Сидоренко.
28 квітня 2015-го снаряд потрапив у кімнату, де відпочивали бійці, — один загинув, п'ятеро зазнали поранень. 1 травня від ран помер другий вояк — старший сержант 11-го мотопіхотного батальйону Олександр Бобок, не приходячи до тями.
11 травня 2015-го загинув поблизу Опитного під час виконання бойового завдання — підрив на вибуховому пристрої — старший солдат батальйону «Кривбас» Дмитро Астапов, згодом від смертельних травм — солдат 11-го батальйону Олександр Стрельчук.
28 травня під час мінометного обстрілу російськими терористами загинув солдат 93-ї бригади Роман Атаманюк, ще один вояк поранений. 12 червня в районі Донецького аеропорту під час виконання бойового завдання військовики 93-ї бригади їхали з села Водяне до селища Опитне, близько 19:00 їх БТР підірвався на протитанковій міні, машина згоріла. Тоді загинули старший лейтенант Олександр Цисар, молодший лейтенант Олег Угринович та солдат Степан Загребельний, ще 5 бійців потрапили до шпиталю. 11 липня 2015 року під час бойового чергування на позиції під Опитним внаслідок ворожого обстрілу з гранатомету зазнав травм, несумісних з життям, солдат роти «Карпатська Січ» Леонід Москотін.
15 травня 2016-го у боях під Опитним загинув український вояк, 16 травня — загинуло 4 та поранено 4 терористів.
У серпні 2019 року в селищі почали проводити капітальний ремонт семи будинків. Волонтери домовились з представниками української влади та «представниками так званої „ДНР“» про збереження режиму тиші на час ремонту.
У листопаді 2022 року до півдня села підійшли російсько-окупаційні війська. Однак село трималося під українським стягом.11 листопада в результаті боїв із Семенівським батальйоном 1 бригади «ДНР» і Батальйона Спарта ЗСУ були витиснуті із села.
11 вересня 2023 року частина села була звільнена https://portal.lviv.ua/news/2023/09/11/zsu-zvilnyly-chastynu-opytnoho-minoborony

## Населення

### Мова
Розподіл населення за рідною мовою за даними перепису 2001 року:
| Мова       | Кількість | Відсоток |
| ---------- | --------- | -------- |
| російська  | 576       | 76.29%   |
| українська | 178       | 23.58%   |
| вірменська | 1         | 0.13%    |
| Усього     | 755       | 100%     |

За даними перепису 2001 року населення селища становило 755 осіб, з них 23,58 % зазначили рідною українську мову, 76,29 % — російську, а 0,13 % — вірменську.